# Stephen Kirk
Stephen Kirk – irlandzki bokser, brązowy medalista  mistrzostw świata w Budapeszcie.

## Kariera amatorska
W 1997 roku zdobył brązowy medal podczas mistrzostw świata w Budapeszcie. W półfinale pokonał go przez RSC w 2 rundzie, złoty medalista Aleksandr Lebziak.